# أدريان فوكر
أدريان فوكر (بالهولندية: Adriaan Fokker) (و. 1887 – 1972 م) هو فيزيائي، وملحن، وعالم موسيقى، ومخترع، ومُنظر موسيقى من مملكة الأراضي المنخفضة . ولد في بوكور .
وكان عضواً في الأكاديمية الملكية الهولندية للفنون والعلوم .

## التعليم
تعلم في جامعة ليدن، وجامعة دلفت للتكنولوجيا

## مناصب وهيئات
أدار جامعة ليدن.